# Dietrich Weller
Dietrich Weller (* 1947 in Leonberg) ist ein deutscher Schriftstellerarzt. Von Mai 2016 bis Mai 2022 war er Präsident des Bundesverbandes Deutscher Schriftsteller-Ärzte (BDSÄ), dem er seit 1997 angehört. Von 2012 bis 2020 war er Herausgeber des Almanach deutschsprachiger Schriftstellerärzte.

## Leben
Weller wurde Leonberg geboren, wo er auch aufwuchs. Er absolvierte ein Medizinstudium in Tübingen, Wien und Mannheim. 1972 legte er das Staatsexamen in Tübingen ab und promovierte in Mannheim. 1977 legte er das US-Examen (ECFMG) ab. Er absolvierte die Weiterbildungen zum Kinderarzt (1979) und Allgemeinarzt (1981) und erlangte 2007 die Zusatzbezeichnung Palliativmedizin.
Nach elf Jahren in der eigenen Praxis als Hausarzt und anschließendem Aufbau und der Leitung einer großen Mutter-Kind-Reha-Klinik arbeitete er zehn Jahre lang in den neurologischen Rehabilitationskliniken Karlsbad-Langensteinbach und zuletzt in den Kliniken Schmieder in Gerlingen. Seit März 2012 ist er Rentner.
Weller arbeitet in den Notfallpraxen Leonberg und Stuttgart mit.
Weller ist verheiratet und hat zwei Kinder.

## Veröffentlichungen
- TERABOL®‚ Monografie über Methylbromid-Vergiftung mit Entwicklung der ersten kausalen Therapie, Weltliteratur und eigene Fallbeispiele. DEGESCH, Frankfurt 1982.
- Die gute Kommunikation in der Arztpraxis in dem Buch „Zielorientiertes Praxismanagement“, 1993.
- Wenn der Herbst zum Frühling wird: Authentischer Bericht aus der Praxis in Romanform über eine ganzheitliche Krebstherapie und praktische Lebenshilfe für Gesunde und Kranke. Im Eigenverlag 1993.
- Wenn das Licht naht – Der würdige Umgang mit schwerkranken, genesenden und sterbenden Menschen, Verlagsgesellschaft Weinmann e.K. Filderstadt 1997.
- Als Schiffsarzt unterwegs – und andere ärztliche Kurzgeschichten, Betulius Verlag, Stuttgart 1998.
- Voll von Lachen sei dein Heim – Irische Wünsche. Bild-Text-Band, Betulius Verlag, Stuttgart 1999.
- Das Geständnis – Kurzgeschichten (gemeinsam mit Birgit Weller), Betulius Verlag, Stuttgart 2000.
- Ich verstehe Sie! – Verständigung in Praxis, Klinik und Pflege, Verlagsgesellschaft Weinmann e. K. Filderstadt 2006. Grundlagen und praktische Beispiele.
- Gedichte in Ich hörte einen Ruf, deutscher lyrik verlag 2009.
- Schlaganfall mit 33 – Mein Weg zurück ins aktive Leben gemeinsam mit dem Patienten, Dr. jur. Bruno Pfeifer, Verlagsgesellschaft W.E. Weinmann e.K., Filderstadt 2010.
- Almanach deutschsprachiger Schriftstellerärzte Verlagsgesellschaft Weinmann e. K. Filderstadt 2012 bis 2017 als Herausgeber.
- Mein Leben ist bunt, Verlagsgesellschaft Weinmann e. K., Filderstadt, 2013.
- Wir tun nicht, was wir wissen. Herausgegeben mit Christoph Rinneberg. Im Eigenverlag 2016.
- betrifft: Dich! Von den Versuchungen der Mächtigen und der Verführbarkeit der Ohnmächtigen. Herausgegeben mit Christoph Rinneberg. Im Eigenverlag 2020.